# كوك (بولندا)
كوك هي مدينة في شرق بولندا حوالي 45 كيلومتر (28 ميل) شمال لوبلين و 120 كيلومتر (75 ميل) جنوب شرق وارسو.

## الاسم والموقع
كوك تقع عدة كيلومترات شمال نهر ويبرز وتقريبا 150 كيلومتر فوق مستوى سطح البحر.

## التاريخ
كوك أصبحت تجمع بشري في القرن الثاني عشر، ثم اتخذت صفة المدينة في عام 1417
- معركة كوك (1809) في 5 مايو 1809 خلال الحرب النمساوية والبولندية
- 20-17 يونيو 1831 و 12 سبتمبر 1831 خلال انتفاضة نوفمبر
- 25 ديسمبر 1863 خلال انتفاضة يناير
- معركة كوك (1920) 14-16 أغسطس 1920 خلال الحرب البولندية السوفيتية
- معركة كوك (1939) 2-6 أكتوبر 1939 خلال حملة سبتمبر البولندية

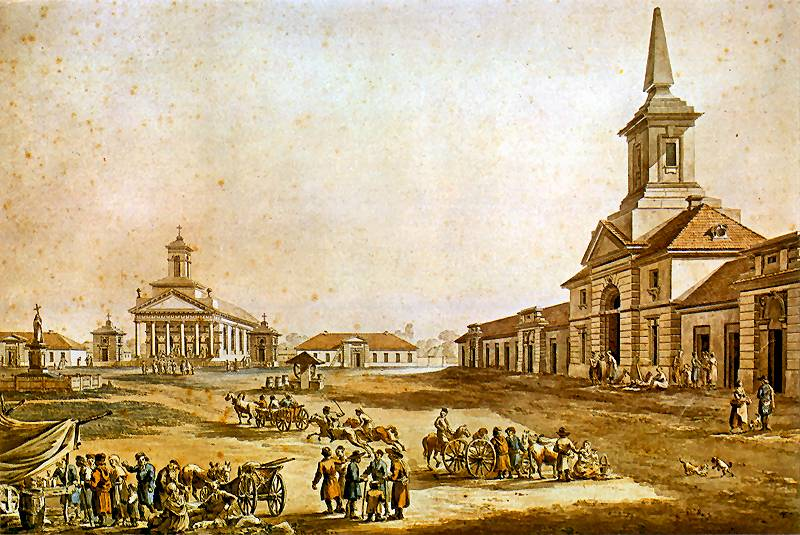
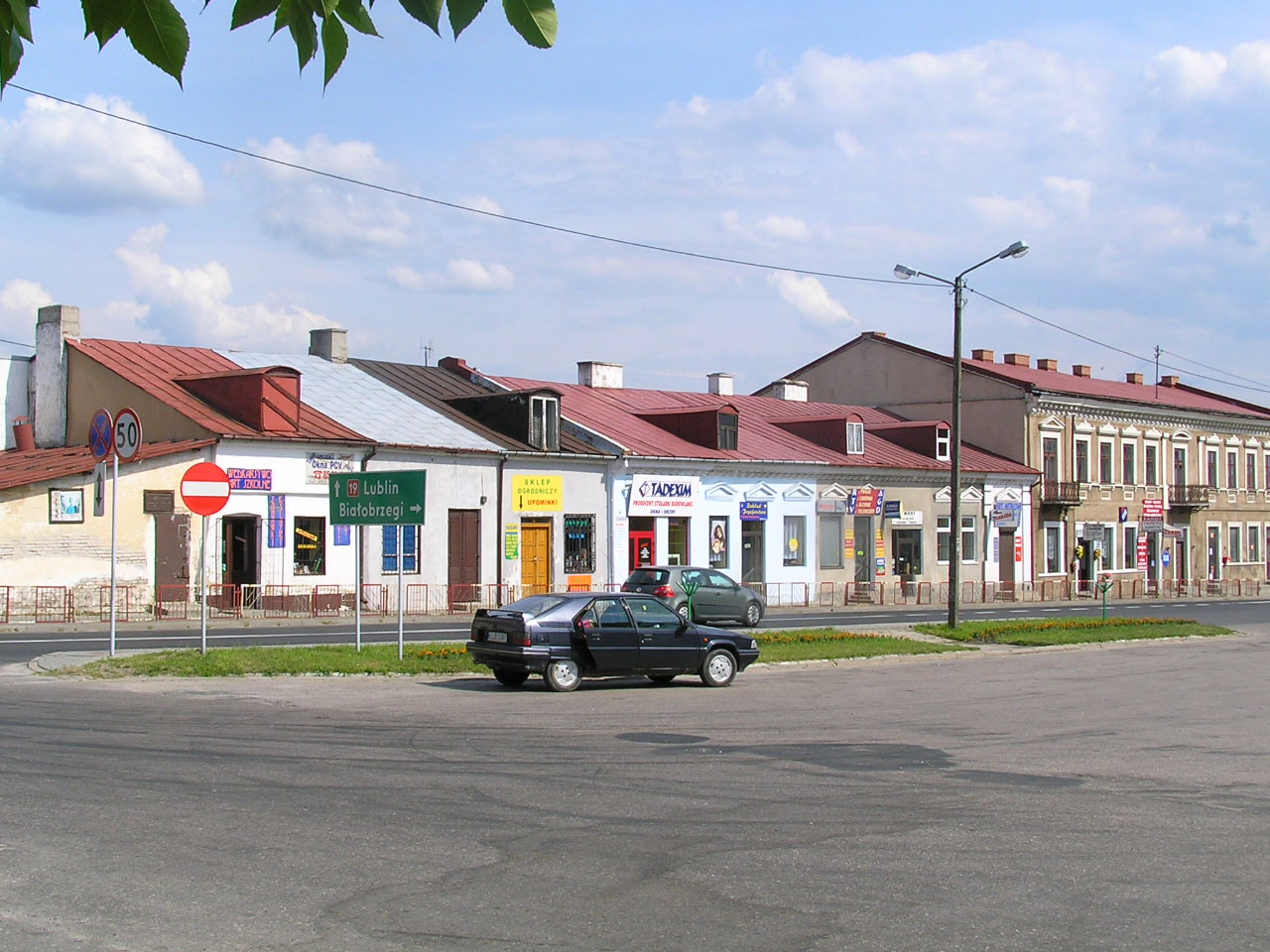
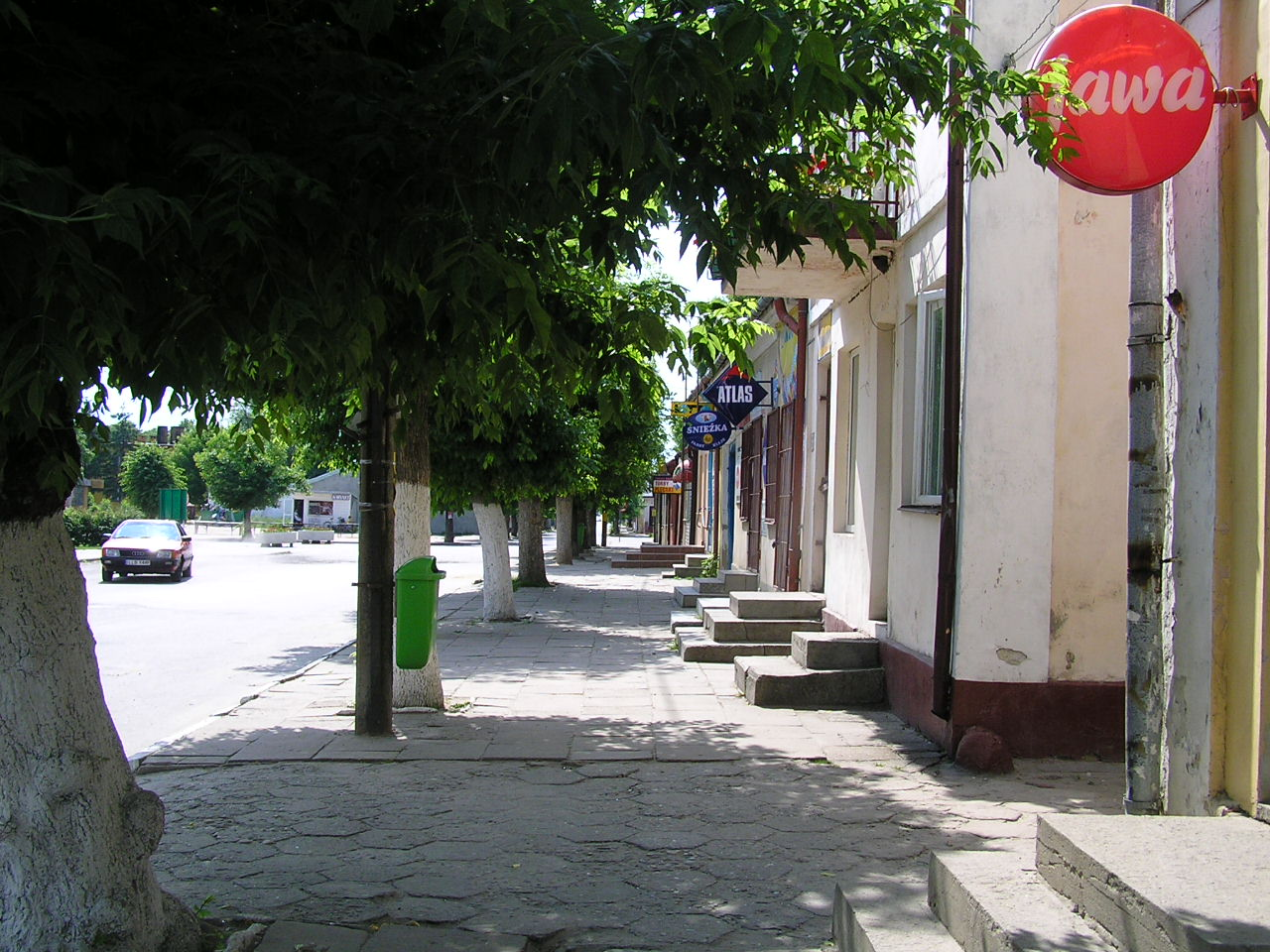

- أغسطس 1944, عملية تمبيست